# Vaskojoki
La rivière Vaskojoki (finnois : Vaskojoki, same du Nord : Fašku) est un cours d'eau de Laponie en Finlande,.

## Description
La Vaskojoki, dont la vallée est escarpée, est située dans le parc national de Lemmenjoki, dans l'ouest d'Inari.
La rivière Vaskojoki prend comme sources plusieurs affluents des ruisseaux de Kietsimäkitunturi et de Maarestatunturi et elle descend jusqu'au lac Paatari.
Son cours de la rivière se situe principalement à l'intérieur ou le long de la frontière nord du parc national.